# 塔拉蒙迪
塔拉蒙迪，是西班牙阿斯图里亚斯的一个市镇。总面积82平方公里，总人口875人（2001年），人口密度11人/平方公里。